# ホセ・マルティ

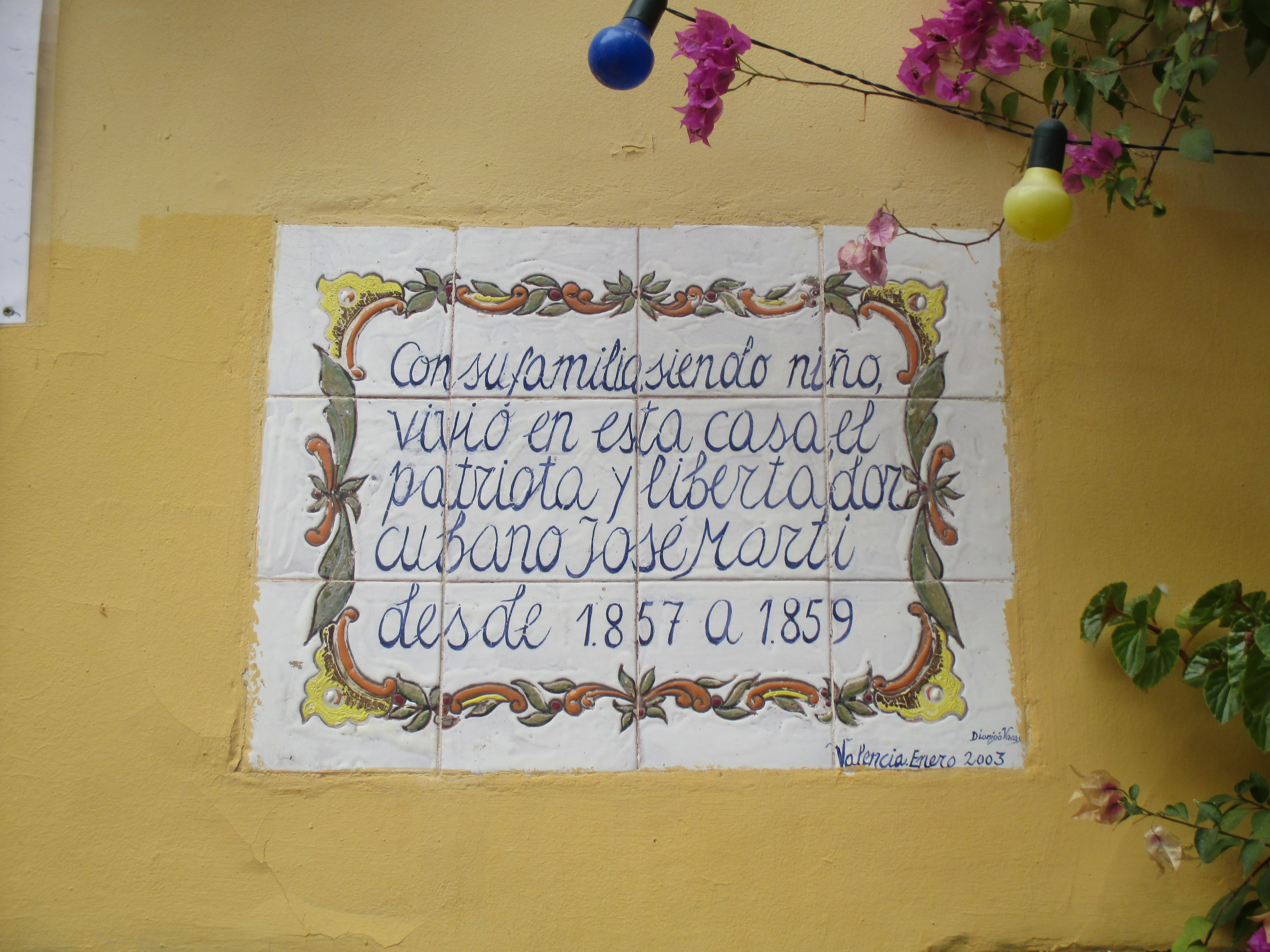
スペイン・バレンシア市内にある、幼少時のホセ・マルティが1857年から1859年まで居住していたことを示す標識

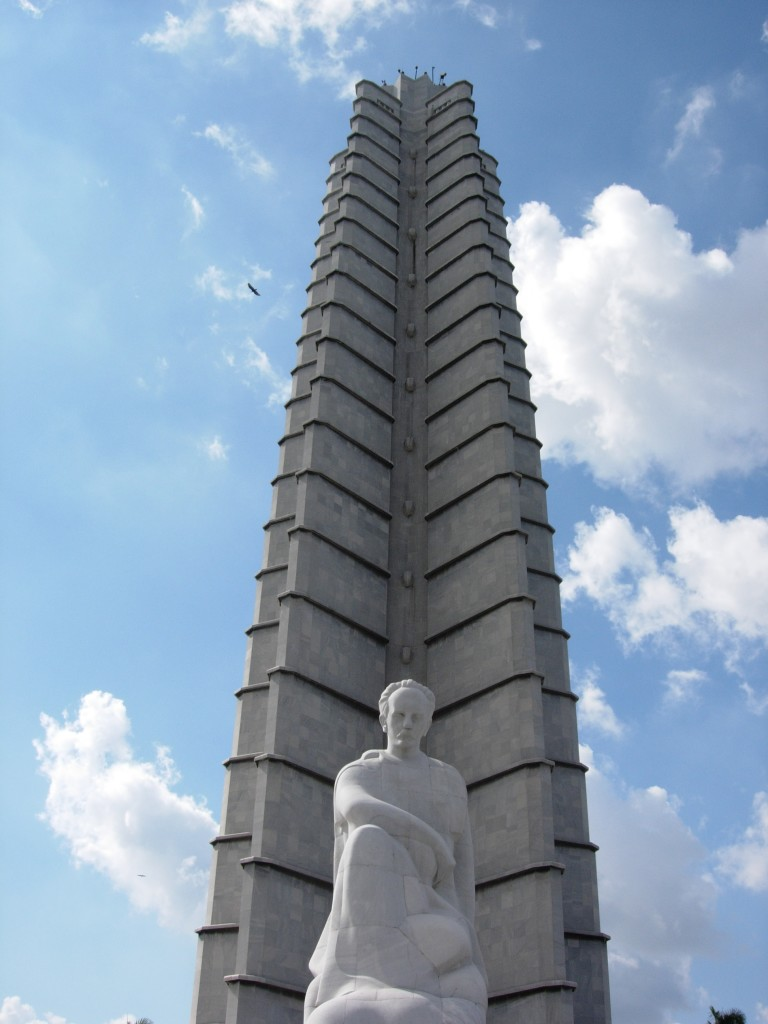
ハバナ市の革命広場にある、ホセ・マルティ・メモリアル像

ホセ・フリアン・マルティ・ペレス（José Julián Martí Pérez, 1853年1月28日 - 1895年5月19日）は、キューバの著作家、革命家。19世紀後半のキューバ独立革命に参加し、キューバ史における英雄としてだけでなく、ラテンアメリカにおけるモデルニスモの先駆者としても名高い。

## 生涯
1853年、スペイン領キューバのハバナ市で、スペインからの移民であったマリアーノ・マルティとレオノール・ペレス・カブレラとの間に生まれた。4歳の時に父親・マリアーノの出身地・バレンシアに移住するが、その2年後にキューバに再び帰国した。1865年、詩人で独立思想家のラファエル・マリア・メンディベが校長を務める公立学校に入学、メンディベの家で催される文学者や政治思想家の集いにも頻繁に参加。初等教育を終えた後の1867年にハバナにある美術専門学校に入学し、在学中より愛国的な詩や戯曲を書き始める。1868年に最初の独立戦争（第一次キューバ独立戦争）が起こると、マルティは盛んに風刺雑誌「紛糾者（El Diablo Cojuelo）」や週刊誌「自由な祖国（Patria Libre）」などの編集に参加し、独立革命家とも多く交流を持ったことから、1869年に反逆罪で投獄され、翌年には懲役6年を宣告されるが、後にキューバ南西部のピノス島（現・フベントゥ島）へ送還され、1871年にはスペインへと移った。
スペイン居住時はマドリード及びサラゴサに滞在し、現地のサラゴサ大学などで法律や文学、哲学などの研究を行った。またキューバからの航海途中に著述した「キューバに於ける政治犯刑務所 El presídio poltíco en Cuba」を到着直後にマドリッドで出版するなど、キューバ独立に対する情念は全く衰えていなかった。更に共にキューバから追放された同志フェルミン・バルデス・ドミンゲス Fermín Valdéz Domínguezと共にキューバの問題に関する討論にも積極的に参加し、「スペイン共和制とキューバ革命 La república española ante la revolución cubana」を出版している。スペインでまた彼は美術、法律及び哲学の学士号を授与されている。
スペインでの数年の滞在を経て、マルティはフランスを訪問した後1874年にメキシコに渡った。メキシコでは友人のマヌエル・メルカードの斡旋で、エル・フェデラルとレビスタ・ウニベルサルの編集を行った。彼はそこでも創作の他ヴィクトル・ユーゴーの翻訳を行い、メキシコの文士達と交流するなど活発な文学活動を続けた。また、後にグアテマラで結婚する事になる亡命キューバ人の娘・カルメン・サヤスと出会っている。
文学活動は行ったものの、仕事に恵まれなかったマルティは1876年にグアテマラに移り、中央学校の文学と哲学の授業で教鞭をとった。しかしマルティは当時のグアテマラ政府の政策に馴染めず、二年後に「グアテマラ Guatemala」を著してグアテマラを去った。
1878年に、友人マルティネス・カンポスの援助でマルティは故郷キューバに帰還する。既に十年に渡った第一次キューバ独立戦争は鎮圧されていたが、マルティは独立への夢を捨てずに再び活発な独立運動を展開、亡命を余儀なくされる。
再度キューバを追われたマルティは海外で各地を点々とする事になる。はじめスペインに短期滞在した彼はアメリカ合衆国のニューヨークに移り、すぐにベネズエラのカラカスに移っている。ベネズエラでは雑誌「レビスタ・ベネソラーナ」を創刊するが、時の為政者グスマン・ブランコに対する批判から、ここでも国外退去を余儀なくされる。ベネズエラを追われたマルティは、1881年に再度、当時多くの亡命キューバ人の滞在していたニューヨークに居を移し、そこに14年間滞在する事になる。
一方元々キューバの富裕層出身の妻、カルメンはキューバ独立に情熱を燃やすマルティに甚だ冷淡で、数度の別居の後息子を連れてマルティの下を去りキューバに帰った。この事はマルティを深く傷付けたと言われている。ニューヨークに滞在したマルティは知識人として広く知られ、パラグアイとアルゼンチンの駐米領事、ウルグアイの駐米領事及び国際金融会議代表を歴任している。しかしキューバ独立の夢は常にマルティの脳裏から離れることは無く、後に彼は独立運動に専念するためにこれらの地位を全て放棄し、1892年にはキューバ革命党を設立した。
米国に滞在中マルティは、政治活動の他精力的な文学活動も続け、米国やラテンアメリカの各雑誌に寄稿すると共に子供向け雑誌「黄金時代 La Edad de Oro」を創刊すると共に「イスマエリーヨ Ismaelillo」や「簡潔な詩集 Versos sencillos」等の作品を発表している。
1894年、彼は遂にキューバに於ける本格的な独立闘争を開始するべくメキシコに革命資金の調達に赴く。マルティは同志達と共に武器を満載した船を三隻調達し、米国フロリダ州のファーナンディナ・ビーチを出航する計画を立てる。マルティと同志達は出航直前に警察に逮捕されるものの、マルティの友人の米国人弁護士に救われ、1895年1月30日にドミニカ共和国のサント・ドミンゴに寄港、マクシモ・ゴメス・イ・バエス将軍と合流する。キューバ各地に於いて独立闘争が激化すると、マルティとゴメスは3月25日にモンテクリスティ宣言を発表、第二次キューバ独立戦争の方向性を明確にする。4月11日にマルティとゴメスは同志達と共にハイチを出発、キューバのオリエンテ県、プライタスに上陸を果たす。マルティにとっては十数年振りの故郷であった。一行はキューバ各地で闘争を繰り広げるが、優勢を保つスペイン軍との戦いは熾烈を極めた。そして同じ年の5月19日、マルティはドス・リオス付近で戦闘中に被弾、キューバの独立を見る事無くその波乱に満ちた生涯を閉じた。革命軍は彼の遺体を回収するために、スペイン軍と熾烈な戦いを繰り返したという逸話がある。彼の遺体はサンティアゴ・デ・クーバのサンタ・エフィヘニア墓地に埋葬された。

## 思想と文学
ホセ・マルティは活発な独立思想家であり、その思想は多く彼の文学作品に反映されている。彼はその思想のために各地を転転とする生活を余儀なくされたが、妻のカルメンはこれに耐え切れず、マルティが米国に移住する前に二人の子供を連れ彼の下を去っている。この事はマルティを精神的に傷付けたが、その逆境を乗り越え自分の息子に捧げた名作「イスマエリーヨ」を完成させた。また、放浪の生活にあってもその創作意欲は衰える事無く、多くの作品を残している。
マルティは生前、キューバ独立のために宗主国スペインと激しく対峙したが、その一方で青春の日々を過ごしたマドリードやサラゴサを非常に愛していた。スペインを舞台に彼は戯曲「姦通者 Adúltera」を執筆している。
また、アメリカ主義を主張したマルティだが、彼のアメリカとは正にラテンアメリカに他ならず、マルティはアメリカ合衆国がラテンアメリカの独立運動に干渉することを非常に嫌っていた。マルティは米国に滞在中、米国政界のキューバに対する姿勢に幻滅し、以後米国のラテンアメリカに対する干渉に強固に反対するようになった。マルティは生前に著作「我等のアメリカ」（1891）の中で米国のラテンアメリカに於ける覇権拡大を強く懸念しているが、実際に彼の懸念は独立後のキューバに於ける米国の実質的な支配、20世紀を通してのラテンアメリカに於ける米国の影響力の拡大という形で現実となる。

## 作品

### スペイン語の原著
小説　
- 不運な友情 Amistad funesta

詩集
- イスマエリーヨ Ismaelillo
- 簡潔な詩集 Versos sencillos 中の詩を元にして後にJ.F.ディアスが曲をつけたワンタナメラ (グァンタナモの娘) という歌がキューバの国民的歌謡となった。
- 自由な詩集 Versos libres
- 流刑地の花 Flores del destierro

戯曲
- 姦通者 Adúltera

随筆・論文
- キューバに於ける政治犯刑務所 El presidio político en Cuba
- スペイン共和制とキューバ革命 La república española ante la revolución cubana
- グアテマラ Guatemala
- 我らのアメリカ（スペイン語版） Nuestra América

### 日本語訳
- ホセ・マルティ選集〈1〉交響する文学（牛島信明ほか訳、日本経済評論社、1998年） ISBN 978-4818810358
- ホセ・マルティ選集〈2〉飛翔する思想（青木康征・柳沼孝一郎訳、日本経済評論社、2005年） ISBN 978-4818810365
- ホセ・マルティ選集〈3〉共生する革命（後藤政子・後藤雄介ほか訳、日本経済評論社、1998年） ISBN 978-4818810372
- 黄金時代（加藤恵子訳、創英社、2013年） ISBN 978-4881428153

## 影響
ホセ・マルティは後世の思想家、革命家、文学者等に多大な影響を与えた。特に彼の祖国であるキューバに於いては彼は建国の英雄として称えられており、キューバ共和国革命評議会の議場にも彼の巨大な肖像が掲げられている。また、首都ハバナの国際空港はホセ・マルティの名を冠している。1927年から1933年までのニカラグアにおけるアメリカ海兵隊との戦争を指導したアウグスト・サンディーノや、1956年から1959年のキューバ革命に於いて重要な役割を果たしたアルゼンチン人革命家、エルネスト・ゲバラはマルティのアメリカ主義の突出した体現者とも言え、特にゲバラは国境を越えてラテンアメリカの人民革命遂行に奔走した。また、キューバ革命によってキューバを最終的な独立に導いたフィデル・カストロも彼の思想を受け継いでおり、ホセ・マルティ生誕100周年である1953年に蜂起を行い（モンカダ兵営襲撃事件）、失敗して投獄された際には、「この事件の首謀者は誰か」と尋問され「ホセ・マルティである！」と答えた。
キューバでは初等教育の段階からホセ・マルティの思想を学んでいる。
「キューバの使徒」として国民から広く敬愛されており、生誕記念日にあたる1月28日を中心に、松明の行進などの記念行事が行われている。
2016年1月、ホセ・マルティの名を冠した国際会議がハバナ国際会議場で行われた。